# 공기기관지조영

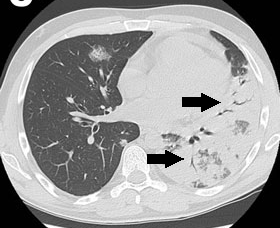
레지오넬라증 환자의 CT 스캔에서 발견된 공기기관지조영

공기기관지조영(air bronchogram)은 공기가 채워진 기관지와 그 뒤 배경의 공기가 없는 폐가 이루는 패턴이다. 따라서 하얀 배경에 검은 선들이 보이게 된다.

## 폐경화
폐경화 및 침윤에서 공기기관지조영은 폐렴 또는 폐부종(특히 폐포 부종)에 의해 가장 흔히 발생한다.
공기기관지조영을 동반하는 폐경화나 침윤의 다른 가능한 원인은 다음과 같다.
- 폐부종
- 비폐쇄성 무기폐
- 심각한 간질성 폐질환
- 폐경색
- 폐출혈
- 정상적인 호기(날숨)

## 폐결절
종양-기관지 관계에 관한 연구에서는 폐결절에서의 공기기관지조영을 5가지 유형으로 나누어 설명했다. 유형 1과 2는 일반적이지만, 유형3, 4, 5는 악성 결절에서 더 흔하게 나타난다.
- 유형 1에서 기관지 내강은 종양까지 뚜렷하게 나타난다.
- 유형 2에서는 기관지가 종양에 포함된다.

- 유형 3은 눌리고 좁아진 기관지로 정의되며 양성 결절과 악성 결절 양쪽 모두에서 발생할 수 있다.
- 유형 4는 근위 기관지 나무(수상가지)의 협착으로 정의되며 악성 종양과 관련이 있다.
- 유형 5는 온전한 매끄러운 벽을 가진 결절에 의해 압축된 평평한 기관지이다. 이 유형은 주로 양성 결절에서 나타난다.

비늘모양으로 자란 종양이 어떻게 자라는지 고려하면, 이런 종양들의 공기기관지조영이 매끄럽다는 것은 자연스러운 일이다. 반대로 섬유조직을 형성하는 반응은 기관지공기조영이 불규칙하게 형성되는 원인이 될 수 있다. 종양 섬유증이 수축하면 공기기관지조영은 다소 확장될 수 있다. 이 징후는 모든 폐암 세포 유형에서 발생할 수 있지만 선암종에서 더 흔하다. 연구에 따르면 이 징후가 활성화된 표피 성장 인자 수용체 (EGFR) 돌연변이와 연관되어 있다.